# Košarkaški klub Cedevita Zagreb 2014-2015
Questa voce raccoglie le informazioni riguardanti il Košarkaški klub Cedevita Zagreb nelle competizioni ufficiali della stagione 2014-2015.

## Stagione
La stagione 2014-2015 del Košarkaški klub Cedevita Zagreb è la 13ª nel massimo campionato croato di pallacanestro, la Prva hrvatska košarkaška liga.

## Roster
Aggiornato al 31 ottobre 2022.
| Cedevita Zagreb 2014-15 | Cedevita Zagreb 2014-15 |
| Giocatori               | Staff tecnico           |
| ----------------------- | ----------------------- |

| N. | Naz.                            | Ruolo | Nome            | Anno | Alt.   | Peso   |  |
| -- | ------------------------------- | ----- | --------------- | ---- | ------ | ------ |  |
| 4  | Croazia (bandiera)              | A     | Lovro Mazalin   | 1997 | 202 cm | 90 kg  |  |
| 5  | Croazia (bandiera)              | C     | Tomislav Zubčić | 1990 | 211 cm | 108 kg |  |
| 6  | Croazia (bandiera)              | C     | Stanko Barać    | 1986 | 217 cm | 111 kg |  |
| 7  | Croazia (bandiera)              | AP    | Ivan Ramljak    | 1990 | 203 cm | 90 kg  |  |
| 8  | Croazia (bandiera)              | G     | Fran Pilepić    | 1989 | 193 cm | 86 kg  |  |
| 9  | Croazia (bandiera)              | AP    | Luka Babić      | 1991 | 201 cm | 98 kg  |  |
| 10 | Croazia (bandiera)              | G     | Ante Delaš      | 1988 | 200 cm | 88 kg  |  |
| 11 | Croazia (bandiera)              | AC    | Karlo Žganec    | 1995 | 206 cm | 102 kg |  |
| 15 | Croazia (bandiera)              | C     | Miro Bilan (C)  | 1989 | 213 cm | 120 kg |  |
| 17 | Croazia (bandiera)              | AC    | Mario Delaš     | 1990 | 207 cm | 96 kg  |  |
| 20 | Bosnia ed Erzegovina (bandiera) | P     | Nemanja Gordić  | 1988 | 192 cm | 88 kg  |  |
| 32 | Croazia (bandiera)              | P     | Roko Ukić       | 1984 | 193 cm | 86 kg  |  |
| 33 | Croazia (bandiera)              | AP    | Marko Tomas     | 1985 | 201 cm | 95 kg  |  |
| 35 | Croazia (bandiera)              | AG    | Marko Arapović  | 1996 | 205 cm | 102 kg |  |
| 44 | Croazia (bandiera)              | G     | Ivan Vucić      | 1996 | 196 cm |        |  |

| Allenatore                                                          |
| - Jasmin Repeša                                                     |
| Assistente/i                                                        |
| - Veljko Mršić Legenda - (C) Capitano - (IN) Inattivo - Infortunato |

## Mercato

### Sessione estiva
| Acquisti | Acquisti       | Acquisti        | Acquisti      | Acquisti |
| R.       | Nome           | da              | Modalità      |          |
| -------- | -------------- | --------------- | ------------- | -------- |
| P        | Roko Ukić      | Panathīnaïkos   | definitivo    |          |
| AG       | Marko Arapović | Cibona Zagabria | definitivo    |          |
| C        | Mario Delaš    | Obradoiro       | definitivo    |          |
| G        | Fran Pilepić   | Bilbao Berri    | definitivo    |          |
| AC       | Karlo Žganec   | KK Zagabria     | definitivo    |          |
| P        | Nemanja Gordić | Igokea          | definitivo    |          |
| G        | Jakov Mustapić | Kvarner 2010    | fine prestito |          |
| AP       | Karlo Lebo     | Zabok           | fine prestito |          |

| Cessioni | Cessioni        | Cessioni          | Cessioni         | Cessioni |
| R.       | Nome            | a                 | Modalità         |          |
| -------- | --------------- | ----------------- | ---------------- | -------- |
| C        | Goran Suton     | Joventut Badalona | fine contratto   |          |
| G        | Allan Ray       | Virtus Bologna    | fine contratto   |          |
| P        | Nolan Smith     | Galatasaray       | fine contratto   |          |
| AP       | Marino Baždarić |                   | ritirato         |          |
| AC       | Ivo Baltić      |                   | ritirato         |          |
| G        | Jakov Mustapić  | Spalato           | fine contratto   |          |
| C        | Jusuf Nurkić    | Denver Nuggets    | fine contratto   |          |
| AG       | Filip Bundović  | Zabok             | prestito         |          |
| AP       | Karlo Lebo      | Gorica            | fine contratto   |          |
| C        | Markus Lončar   | Mladost           | rinnovo prestito |          |
| P        | Luka Pesut      | Free agent        | fine contratto   |          |

### Dopo l'inizio della stagione
| Acquisti | Acquisti      | Acquisti   | Acquisti       | Acquisti      |
| R.       | Nome          | da         | Data           | Modalità      |
| -------- | ------------- | ---------- | -------------- | ------------- |
| C        | Stanko Barać  | Free agent | 5 gennaio 2015 | definitivo    |
| C        | Markus Lončar | Mladost    | 7 marzo 2015   | fine prestito |

| Cessioni | Cessioni      | Cessioni | Cessioni     | Cessioni |
| R.       | Nome          | a        | Data         | Modalità |
| -------- | ------------- | -------- | ------------ | -------- |
| C        | Markus Lončar | Gorica   | 9 marzo 2015 | prestito |